# Arthur Keith
Arthur Keith (Quarry Farm, 5 febbraio 1866 – Downe, 7 gennaio 1955) è stato un anatomista, antropologo e paleontologo britannico.
Sir Arthur Keith nacque a Quarry Farm, vicino Aberdeen. Si laureò nel 1888 in medicina all'Università di Aberdeen. Lavorò in Thailandia e in Malaysia, dove si interessò di botanica e anatomia dei primati, con l'intento di verificare sperimentalmente le teorie evoluzionistiche di Darwin di cui era un fervente ammiratore. Tornato in Europa, proseguì i suoi studi estendendoli anche all'uomo e nel 1907, insieme a Martin Flack, pubblicò la prima descrizione del nodo del seno cardiaco.
Presidente della Società Geologica d'America nel 1927, Keith fu direttore del prestigioso Hunterian Museum e si guadagnò una notevole fama con i suoi studi embriologici e antropologici, che pubblicò in testi che furono a lungo dei punti di riferimento per queste materie. Gli venne conferito anche il titolo di baronetto.
Fu uno dei falsari che avallarono la beffa dell'uomo di Piltdown: il coinvolgimento diretto nella burla di Keith venne dedotto dalle ricerche in base alla frettolosità con cui giudicò genuino il ritrovamento escludendo tutte le ipotesi possibili e senza documentare le proprie ipotesi in maniera adeguata.